# Riserva naturale Fara San Martino-Palombaro
La riserva naturale Fara San Martino-Palombaro è un'area naturale protetta di 4202 ha, istituita nel 1983 e situata nei comuni di Fara San Martino e Palombaro, in provincia di Chieti.

## Descrizione

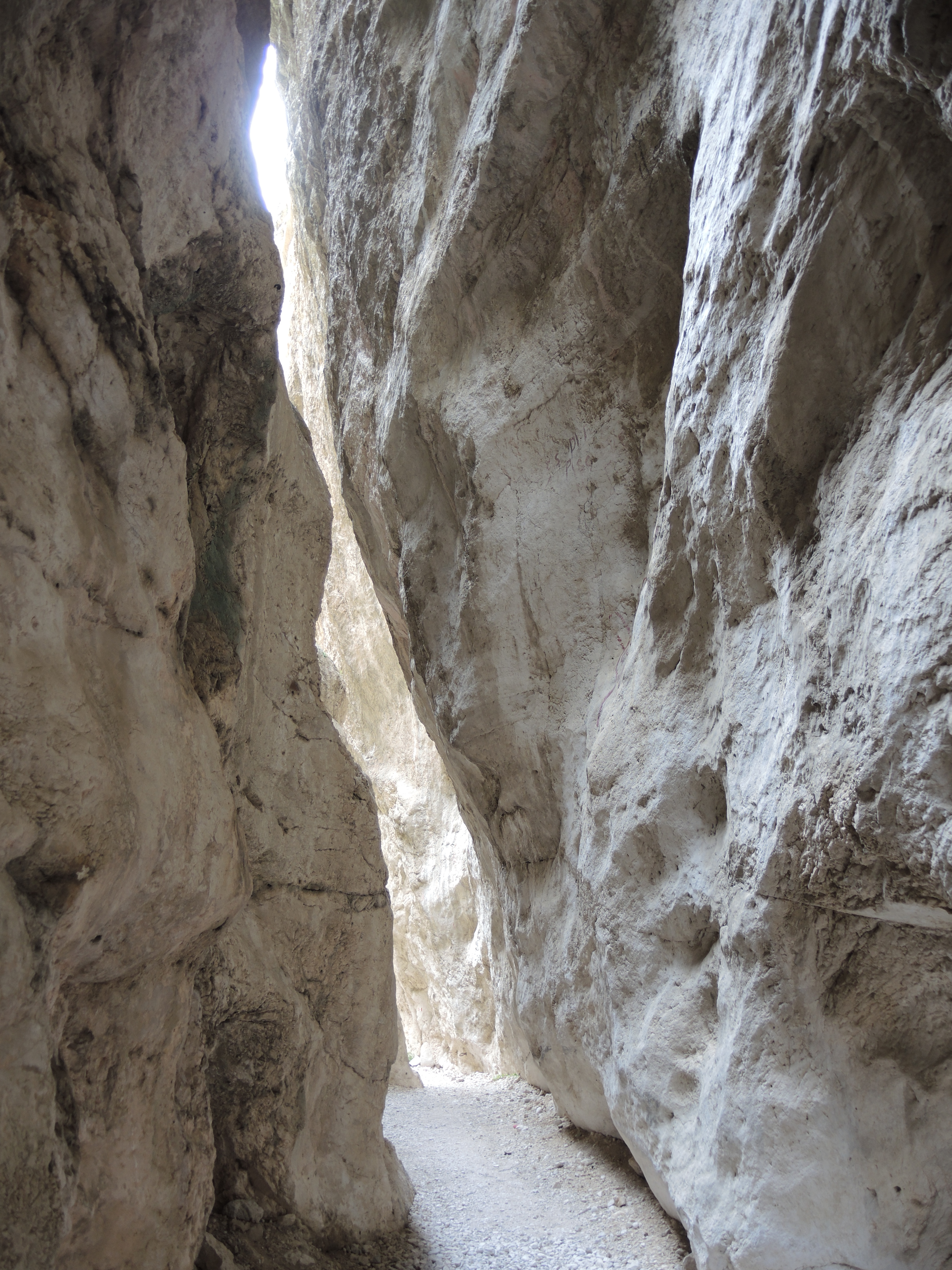
Gole di Fara San Martino

Posta a sud-est della riserva naturale Lama Bianca e a sud delle riserve Valle dell'Orfento I e Feudo Ugni, con le quali confina, l'area protetta occupa una superficie di 4202 ha, pari a poco più di 42 km², che la rendono la più estesa del parco nazionale della Maiella, con un dislivello che spazia da un minimo di 450 m s.l.m. a un massimo di 2793 m s.l.m. raggiunti dal monte Amaro, ricadendo all'interno dei territori dei comuni di Fara San Martino e Palombaro, che gli conferiscono la denominazione. Lo sbalzo altimetrico lungo il versante orientale del massiccio della Maiella determina la presenza nella zona protetta di habitat diversi: si va infatti da vallate glaciali e forre calcaree soggette a carsismo e povere di corsi d'acqua a distese verdi pari a un quarto del territorio tutelato, siti ad altitudini medio-basse, fino agli altipiani d'alta quota. Su gran parte del territorio dominano le gole di Fara San Martino: si tratta di una forra di alte pareti di roccia, a tratti stretta, che si estende per 14 km, salendo per 2400 m verso il monte Amaro. La tradizione locale vuole che sia stata realizzata da san Martino (forse a causa della presenza di "marmitte" nella roccia che si intravedono in alcuni punti delle gole) con riferimento al mito cristiano delle colonne d'Ercole, ma in realtà la sua formazione è da attribuire all'azione erosiva attuata dalle acque (in particolar modo quelle del fiume Verde) nel corso del tempo. La forra si compone di tre parti: la prima parte, chiamata Vallone di Santo Spirito, si spinge dall'inizio delle gole fino alla zona denominata "bocca dei valloni", con la presenza dell'omonima grotta, la seconda, denominata Valle di Macchia Lunga per la presenza di un'estesa boscaglia, e la terza, corrispondente a Valle Cannella, che finisce con un circo glaciale. All'intera forra, che prende il nome di Valle (o Vallone) di Fara San Martino, si sussegue parallelo il Vallone del Fossato. Lungo la forra si trovano i ruderi dell'abbazia di San Martino in Valle e nelle varie cavità che si aprono nelle pareti rocciose vi sono alcune grotte, in passato rifugio di banditi, eremiti e pastori, come quelle dei Callarelli (buche circolari incavate nella roccia), dei Diavoli, dei Trazzir (viottoli di montagna), di Porcarcangeli e di Santo Spirito, site a quote modeste, mentre nelle rupi più elevate si trova la grotta Sant'Angelo con i resti dell'omonimo eremo. La scoperta nella zona di Capo Le Macchie di reperti umani databili dall'età del bronzo fino all'età romana, assieme alla presenza di alcuni fossili del Cretacico inferiore ubicati nei punti più alti delle gole, testimonia l'antichità di questo versante maiellese, nel quale, secoli più tardi, si radunerà il primo nucleo della Brigata Maiella. La progressiva variabilità altimetrica della riserva, unita alla derivante mutabilità del clima, annovera la presenza di quattro ambienti naturali diversi (centro-europeo, subatlantico, mediterraneo-altomontano e alpico), ognuno caratterizzato da un proprio spettro corologico delle varie specie vegetali che vi prosperano.

## Storia
La riserva è stata istituita con decreto ministeriale agricoltura e foreste del 2 febbraio 1983 come riserva naturale statale orientata. Con la legge n. 394 del 1991 è stata inclusa nel territorio del parco nazionale della Maiella, collocata all'interno della zona A. Il 21 maggio 1992 è stata riconosciuta all'interno della direttiva habitat come «sito di importanza comunitaria».

## Flora
Data la sua estensione e il suo dislivello, la flora della riserva annovera numerose varietà di specie arboree, erbacee e floreali, così distribuite:
- ambiente centro-europeo (450-1200 m s.l.m.): acero d'Ungheria, betulla bianca (sita nel bosco di Macchia Lunga), caprifoglio peloso, carpino nero, corbezzolo, dafne laurella, erba trinità, frassino meridionale, leccio, orniello, pino laricio, pino nero, roverella, scarpetta di Venere, tiglio selvatico e valeriana rossa[12];
- ambiente subatlantico (1 200-1800 m s.l.m.): agrifoglio, asplenio scolopendrio, barba di capra, cavolaccio alpino, coralloriza trifida (sita nella Valle di Macchia Lunga), dentaria a nove foglie, faggio, felce aculeata, lattuga montana, sambuco, tasso e terebinto[13];
- ambiente mediterraneo-altomontano (1 800-2400 m s.l.m.): camedrio alpino, cinquefoglia penzola, genziana delle nevi, genzianella di primavera, ginepro nano, ginepro sabino, papavero alpino, pigamo minore, pino mugo, primula orecchia d'orso, stella alpina dell'Appennino e uva spina[13];
- ambiente alpico (2 400-2793 m s.l.m.): silene acaule[14].

## Fauna
Diversificata è la fauna, che comprende, per i grandi e i piccoli mammiferi, specie di arvicola delle nevi, camoscio appenninico, capriolo, cervo, gatto selvatico, lupo appenninico, martora e orso bruno marsicano; dei grandi mammiferi, il camoscio appenninico, il capriolo e il cervo sono frutto di reintroduzioni. Gli uccelli, rapaci e non, sono presenti con circa 120 specie, tra cui esemplari di aquila reale, coturnice (simbolo della riserva), crociere, culbianco, falco pellegrino, fringuello alpino, gracchio alpino, gracchio corallino, lanario, merlo dal collare, passera scopaiola, picchio muraiolo, piviere tortolino, rondine montana, rondone maggiore, spioncello e sordone. Tra i rettili, vi è la rara vipera dell'Orsini, presente negli anfratti rocciosi d'alta quota, mentre tra gli anfibi, vi sono la salamandra pezzata e l'ululone dal ventre giallo, che vivono presso gli ambienti umidi.